# Аштон Юнайтед
«Аштон Юнайтед» (англ. Ashton United Football Club) — английский полупрофессиональный футбольный клуб, базирующийся в городе Аштон-андер-Лайн, Большой Манчестер, Англия. Сезон 2016/17 клуб провёл в Премьер-дивизионе Северной Премьер-лиги, что является 7 уровнем в английской футбольной пирамиде. Домашние матчи команда играет на стадионе «Херст Кросс» (англ. Hurst Cross) вместимостью 4500 зрителей. В футбольной среде «Аштон Юнайтед» и его игроки имеют прозвище «малиновки» (англ. The Robins).

## История
Футбольный клуб «Аштон Юнайтед» был основан в 1878 году. Тогда он назывался «Херст» (англ. Hurst Football Club), а самый первый запротоколированный матч команда провела в марте 1879 года. В 80-х годах XIX века клуб принимал соперников на своём стадионе «Херст Кросс», до сих пор являющимся одним из самых старейших стадионов мира. В 1883 году «малиновки» (тогда ещё под именем «Херст») приняли участие в розыгрыше Кубка Англии, сыграв дома вничью с клубом «Тартон».
В свои ранние годы «Аштон Юнайтед» принимал участие в соревнованиях в Лиге Аштона-андер-Лайн и окрестностей (англ. The Ashton & District League), а затем в 1901 году перебрались в Лигу Манчестера (англ. Manchester League). В 1910 году клуб поделил первое место с клубом «Солфорд Юнайтед», которому и проиграл в матче плей-офф за право выхода в лигу выше. Однако уже в 1912 был выигран чемпионат, и клуб с первого места поднялся в Комбинацию Ланкашира (англ. Lancashire Combination), предшественницу Северной Премьер-лиги.
Незадолго до Второй мировой войны клуб подписал в свои ряды одного из самых «звёздных» игроков того времени Дикси Дина (англ. Dixie Dean), однако начало боевых действий прервало ход соревнований. В 1947 году, после возобновления соревнований и перед своим вторым вступлением в Комбинацию Ланкашира, клуб сменил название на «Аштон Юнайтед». Пятидесятые годы XX века принесли в зачёт клуба несколько различных побед, в том числе четыре победы в Кубке Вызова Манчестера, участие в розыгрышах Кубка Англии в 1952-м и 1955-м годах. В 1953 году на стадионе «Херст Кросс» были установлены прожекторы, и 29 сентября клубный бомбардир того времени Стюарт Даймонд во время победного матча над «Уиган Атлетик» забил свои первые голы под их светом.
В 1988-м году «Аштон Юнайтед» выиграл чемпионат Второго дивизиона Лиги Северо-западного округа, а в 1992-м впервые перебрался в Северную Премьер-лигу. После десятилетия относительных неудач в 2002-м клуб смог выиграть выход в Премьер-дивизион Лиги; в этом же сезоне в матче Кубка Англии против «Скилмерсдейл Юнайтед» нападающий «малиновок» Гарет Моррис забил самый быстрый гол, зарегистрированный в Кубках Англии (4 секунды).
Закончив сезон 2010/11 в середине турнирной таблицы, клуб порадовал своих болельщиков прекрасной игрой в Премьер-кубке Манчестера (поражение 3:4 в финале в Дройлсдене) и Кубке вызова Северной Премьер-лиги (победа 1:0 в финале над «Нортвич Виктория»).

## Стадион
Несколько лет после своего образования футбольный клуб проводил матчи то в Хоулбаттоме на стадионе «Смоллшоу», то в Роузхилле. Первое упоминание игры на стадионе «Херст Крест» датируется 1880-м годом, что делает домашнюю арену клуба одной из самых старейших стадионов мира, использующихся и по сей день.
Вместимость стадиона на сегодняшний день составляет 4500 человек.

## Достижения
- Лучшее выступление в лиге: 14 место в Премьер-дивизионе Северной Премьер-лиги, сезон 2003—2004 (в то время 6-й уровень пирамиды;
- Лучшее выступление в Кубке Англии: 2-й раунд, сезоны 1983—1984, 1985—1986;
- Лучшее выступление в Трофее ФА: четвертьфинал, сезон 1996—1997;
- Лучшее выступление в Вазе ФА: 4-й раунд, сезон 1992—1993;
- Самая крупная победа: 13-1, у команды «Марпл» 22 февраля 1919 года (Комбинационная лига Ланкашира);
- Рекорды посещаемости матчей: 9.001 чел. — матч против «Блэкберн Роверс» в 2-м раунде Lancashire Senior Cup, 18 ноября 1885 года; 7.824 чел. — матч против «Галифакс Таун» в 1-м раунде Кубка Англии (переигровка), 24 ноября 1952 года;